# 1 E3 m
Za lažjo primerjavo različnih redov velikosti je na tej strani nekaj dolžin in višin od 1 do 10 kilometrov.
- razdalje, krajše od 1 km

- 1000 metrov je enako kot:
  - 1 kilometer
  - 0,621371 milje
  - 1093,61 jardov
  - 3280,84 čevljev
  - valovna dolžina najvišje dolgovalovne radijske frekvence, 300 kHz
  - stranica kvadrata površine 1 km2.
  - polmer kroga s površino 3,14 (pi) km2.
- 1065 m -- dolžina viadukta Črni Kal
- 1220 m -- višina Kuma, najvišjega vrha Dolenjske
- 1344 m -- višina Ben Nevisa, najvišje točke 	Združenega kraljestva
- 1609,344 m -- ena milja
- 1852 m -- ena navtična milja
- 1991 m -- središčni razmik mosta Akaši-Kaikijo, najdaljšega visečega mostu na svetu
- 2038 m -- višina Mount Mitchella, najvišje točke v vzhodni Severni Ameriki
- 2228 m -- višina Mount Kosciuszko, najvišje točke Avstralije
- 2292 m -- dolžina predora Kastelec na avtocesti A1 Ljubljana - Koper
- 2864 m -- višina Triglava, najvišjega vrha Julijskih Alp in Slovenije ter bivše Jugoslavije
- 3754 m -- višina Mount Cooka, najvišje točke Nove Zelandije
- 3776 m -- višina gore Fuji, najvišje točke Japonske
- 4500 m -- dolžina Nevskega prospekta
- 4808 m -- višina Mont Blanca, najvišje točke Zahodne Evrope
- 4884 m -- višina Puncak Jaye, najvišje točke Oceanije
- 5642 m -- višina Elbrusa, najvišje točke Evrope
- 5895 m -- višina Kilimandžara, najvišje točke Afrike
- 5959 m -- višina Mount Logan, najvišje točke Kanade
- 6190 m -- višina gore Denali, najvišje točke Severne Amerike
- 6327,3 m -- dolžina Bohinjskega predora, najdaljšega povsem slovenskega železniškega predora
- 6959 m -- višina Aconcague, najvišje točke Južne Amerike
- 7500 m -- globina Kajmanskega jarka, najgloblje točke Karibskega morja
- 7864 m -- dolžina avtocestnega Karavanškega predora (dolžina slovenskega dela je 3.450 m)
- 7976 m -- dolžina železniškega predora Karavanke
- 8 km—premer Temisto, ene od Jupitrovih lun
- 8850 m -- višina Mount Everesta, najvišje točke na Zemlji, v Aziji
- 10 km—valovna dolžina najnižje dolgovalovne radijske frekvence, 30 kHz

- razdalje, daljše od 10 km